# Gakushūin

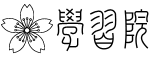
Gakushuin crest and logo

Gakushūin ('Pärskolan'), även känd som Gakushūjo är en japansk privatskola. Den är känd för att sedan 1847 ha varit den skola där barnen till Japans adel och kejsarhus utbildas. 
Pärskolan grundades i Kyoto år 1847 av kejsar Ninko. Syftet var att utbilda sönerna till Japans dåvarande hovadel, Kuge, i enlighet med traditionella principer. 1877 flyttades skolan till Tokyo och omvandlades till en skola för sönerna till den så kallade "moderna aristokratin". Skolan blev en kejserlig institution 1884 och året därpå skapades också en avdelning för kvinnliga elever. 1947 blev skolan privat.
Gakushuin har traditionellt varit den skola där medlemmar av kejsarhuset utbildats; traditionen bröts 2013 av Hisahito, barnbarn till kejsaren Akihito.